# Uilliam Ó Fearghail
Uilliam Ó Fearghail (falecido em 1516) foi um prelado católico romano: Serviu como bispo de Ardagh de 1480 a 1516.

## Biografia
Uilliam Ó Fearghail foi ordenado sacerdote na Ordem de Cister. No dia 4 de agosto de 1480, Uilliam Ó Fearghail foi nomeado pelo Papa Sisto IV como Bispo de Ardagh. Foi consagrado bispo a 11 de agosto de 1482 e serviu como Bispo de Ardagh até à sua morte em 1516. Enquanto bispo, serviu como co-consagrador principal de Michael Hildebrand, arcebispo de Riga (1484).